# John J. Robinson
John J. Robinson (c. 1918 – 1996) foi um autor norte-americano, mais conhecido como o autor de Born in Blood: The Lost Secrets of Freemasonry. Ele também é creditado como o "visionário fundador" do Centro de Informações Maçônicas administrado pela Associação de Serviços Maçônicos da América do Norte. Foi membro da Academia Medieval da América, da Organização dos Historiadores Americanos e da Royal Over-Seas League of London.

## Dungeon, Fire, and Sword: The Knights Templar in the Crusades
O segundo livro de Robinson concentrou-se exclusivamente nos Cavaleiros Templários nas Cruzadas. Kirkus o considerou não tão forte quanto seu trabalho anterior, dizendo que era "pouco mais do que material de referência para os fãs obstinados da Cruzada". O Ocala Star-Banner, por outro lado, avaliou-o muito positivamente, afirmando que "é tão legível que é impossível colocá-lo de lado".

## A Pilgrim's Path: Freemasonry and the Religious Right
O terceiro livro de Robinson explora as reivindicações anti-maçônicas feitas pela direita religiosa (principalmente nos Estados Unidos). O livro é dividido em duas partes: a primeira traça a história das reivindicações e tenta desmascará-las. A segunda sugere maneiras pelas quais a fraternidade poderia impedir que tais reivindicações surgissem em primeiro lugar.

## Trabalhos
Livros
- Born in Blood: The Lost Secrets of Freemasonry (1990) ISBN 978-0-87131-602-8
- Dungeon, Fire and Sword: The Knights Templar in the Crusades (1992) ISBN 978-0-87131-657-8
- A Pilgrim's Path: Freemasonry and the Religious Right (1993) ISBN 978-0-87131-732-2

Artigos
- "Albert Pike and the Morning Star." Heredom: The Transactions of the Scottish Rite Research Society, Volume 1 (1992)[5]